# أميرات ديزني
أميرات ديزني هن شخصيات خيالية أطلقتها شركة والت ديزني، وتم تقديمهم كعنصر مهم من لائحة شخصيات والت ديزني. الأميرات هن: بياض الثلج أو (سنو وايت)، سندريلا، أورورا، آريل، بل، ياسمين، بوكاهانتس، مولان، تيانا، رابونزل، ميريدا، تنكر بيل، آنا، الزا، فيونا، جيزيل.
كما هناك أفلام جديدة لم تطلق بعد الا في السينيمات كفيلم free وفيلم aqua وفيلم stella وفيلم stormوفيلم phoenix بجزئيه الأول والثاني وفيلم aura وفيلم blown away وفيلم syrena وفيلم flora
كما هناك العديد من الايرات والشخصيات في فيلم free منهم من ذكر اسمهم ومنهم من لم يذكر كالفتاتين اليابانيتين هيكاري (hikari) و (kurai) وكيوراي والهندية ادهيرا (adhira) والأفريقية أو الأمريكية (ignis) ايجيس
وكل فيلم أو شخصية جديدة ذذكمرت لها قدرة خاصة كقوة النار لدا ايجنيس وقوة الرعد أو البرق لدى ادهيرا كما يحوي فيلم فونيكس على اميرتين بقوة النار وفيلم ستورم قوة الرعد وفيلم سيرينا قوة المياه وفيلم فلورا قوة الأرض والزهور وقوة الجليد في فيلم اورا وقوة الضوء في فيل ستيلا كما تحوي شخصية غير معروفة الاسم والانتماء في فيلم free على قوة الريش
سنوايت: هي

## التاريخ
في بداية سنة 2000 ميلادية عين (اندي موني) كمسوق لمنتجات ديزني. بعد انضمامه لديزني حضر موني عرض Disney on Ice(ديزني على الثلج) وكان يحضر لأول مرة، حيث شاهد الفتيات الصغيرات الحاضرات للعرض في زي الأميرات، فخطرت له فورا فكرة تكوين مجموعة خاصة بأميرات ديزني.
على الرغم من أن الترويج والإعلان لمنتجات أميرات ديزني كان محدودا، إلا أنها لاقت نجاحا باهرا عندما تم إطلاقها حيث ارتفعت مبيعات الشركة من 300 مليون دولار في سنة 2001 إلى 3 مليارات دولار في 2006 و4 مليار دولار في 2009 وقد تم اختيار الأميرات من مجموعة أقلام ديزني الكلاسيكية. الشخصيات التي تم اختيارها لم يعتمد فيها على ألقابها الملكية، وإنما على مدى ملائمتها لما أراد أن يقدمه المنتجين عن (أسطورة الأميرة). مولان هي مثالا على ذلك حيث أنها لا تنتمي إلى جذور ملكية ومع ذلك فقد تم ضمها إلى المجموعة. من ناحية أخرى نجد في تاريخ الحضارات الآسيوية القديمة أن الشخص يجب أن يكون من عائلة ملكية حتى يستطيع أن ينضم إلى الجيش، ولهذا أصبحت مولان أميرة بعد أن ارتبطت بابن الجنرال (شانغ).

## شخصيات أخرى
هناك شخصيات أخرى أنتجتها الشركة ولكن لم يتم اعتبارها كجزء من مجموعة أميرات ديزني.
أليس من فيلم (أليس في بلاد العجائب).
تينكر بيل (تنة ورنة): تم ضم تينكر بيل في البداية مع الأميرات لكنها لم تكن مناسبة لفكرة أسطورة الأميرات فتم إخراجها من المجموعة وهي الآن في مجموعة جنيات ديزني (ديزني فيريز).
جيزيل من فيلم انتشانتد، كانت ستضم إلى المجموعة إلى أن أدركت الشركة انه يجب عليها ان تدفع جزء من الأرباح إلى الممثلة (ايمي آدمز), التي قامت بالدور في الفيلم، على استخدام شكلها للشخصية.

## العروض الحية في منتجع ديزني لاند
جميع الأميرات يتواجدن في منتجع ديزني لاند بكاليفورنيا ومن الممكن أيضا مقابلتهن وإلقاء التحية عليهن. وتمتلك الأميرة سنو وايت رحلتها الخاصة المعروفة باسم (مغامرة سنو وايت المخيفة). في العام 2006 استضاف مسرح (فانتزي لاند) عرض خاص بالأميرات كجزء من احتفال (سنة المليون حلم). يحتوي العرض على سيدات ولوردات يقمن بتعليم الفتيات الصغيرات أصول فن الاتيكيت (آداب التعامل والسلوك).
تتواجد الأميرات في منتجع ديزني لاند فلوريدا ولكن في أماكن محدودة. سندريلا وأصدقائها يتواجدن في قصر في المملكة السحرية في (طاولة سندريلا الملكية). وتظهر باقي الأميرات في عرض آخر يمكن رؤيته أثناء تناول أي من وجبات الإفطار الغداء أو العشاء.

## متجر (بيبيدي بوبيدي)
تم افتتاح هذا المتجر في الخامس من أبريل عام 2006 في عالم والت ديزني. يسمح المتجر للفتيات من عمر 3 سنوات فما فوق للتحول لأحدى أميرات ديزني عن طريق إعطائهم نفس تسريحة الشعر، التبرج، الملابس، التاج، العصا السحرية وغيرها من الإكسسوارات.

## منتجع ديزني لاند باريس
يعرض في هذا المنتجع العرض الليلي الخاص (ديزني فانتيلوجين) الذي يشتمل على عرض الأميرات كخاتمة، وهن سنو وايت، اريل، بيل، ياسمين.

## رحلات ديزني لاند البحرية
يقدم على متن سفينة رحلات ديزني البحرية عروض موسيقية تتضمن عروض الأميرات بوكاهونتاس، اريل، ياسمين، مولان، تيانا، بيل، سيندريلا، ارورا وسنو وايت. ومن الممكن أيضا مقابلتهن مع فتيات ديزني الأخرى ات ميغ، أليس، جين، ويندي، ايزميرالدا ونالا.

## أميرات ديزني
| الأميرة                                                     | الممثل                                         | الفيلم                                                                 |
| ----------------------------------------------------------- | ---------------------------------------------- | ---------------------------------------------------------------------- |
| سنووايت (14 سنة)                                            | أدريانا كيسلوتي                                | سنو وايت والأقزام السبعة (فيلم 1937)                                   |
| سندريلا (بين 16 إلي 19 سنة)لم يحدد                          | إلين وودز وجنيفير هيل                          | سندريلا سندريلا2: أحلام تتحقق/سندريلا3: عودة الزمن                     |
| أورورا (16 سنة)                                             | ماري كوستا، إيرين تروبي                        | الأميرة النائمة حكايا أميرات ديزني الساحرة: اتبعي أحلامك               |
| آريل (16 سنة)                                               | جودي بينسين                                    | حورية البحر حورية البحر 2: العودة إلى المحيط حورية البحر 3: بداية إريل |
| بل (بين 16 إلي21 سنة)لم يحدد                                | بيجي أوهارا                                    | الجميلة والوحش الجميلة والوحش: عيد الميلاد الساحر عالم بيل الساحر      |
| ياسمين (18 سنة)                                             | ليندا لاركين، ليا سالونجا، ليز كالاواي         | علاء الدين عودة جعفر علاء الدين وملك اللصوص                            |
| بوكاهنتوس (17 سنة)                                          | ايرين بيدارد، جودي كون                         | بوكاهونتاس بوكاهانتس: رحلة إلى عالم جديد                               |
| مولان (16 سنة)                                              | مينغ لا، ليا سالونجا                           | مولان مولان 2                                                          |
| تيانا (19 سنة)                                              | انيكا نوني روز                                 | الأميرة والضفدع (2009)                                                 |
| مريدا (16 سنة)                                              | كيلي ماكدونالد (المؤدي العربي: ليلى سامي)      | أسطورة مريدا (2012)                                                    |
| رابونزل (ديزني) (18 سنة)                                    | ماندي مور (المؤدي باللهجه المصرية جاكلين رفيق) | الأميرة المفقودة (2012)                                                |
| موانا (كلمة بأحدى لغات جزر الهاواي، تعني "المحيط") (15 سنة) | أولي كلافالو (المؤدي العربي: لمى صبري)         | موانا (2016)                                                           |

| Esra Alosta| | (Queen Ali Al-Muntasir) | (21 سنة) (Libya)|